# Grande Prêmio da Europa de 2010
O Grande Prémio da Europa de 2010 foi a nona corrida da temporada de 2010 da Fórmula 1. Foi realizado no Circuito Urbano de Valência, na Espanha.
O Grande Prémio ficou muito conhecido pelo acidente envolvendo o australiano Mark Webber, da Red Bull Racing, e o finlandês Heikki Kovalainen, da Team Lotus, na curva 12, onde o carro de Mark acabou se chocando com o carro de Kovalainen, decolando da pista, onde se chocou com uma placa publicitária da DHL, capotando e se chocou com a barreira de pneus no fim da área de escape. Ninguém sai ferido

## Classificação

### Treino oficial
| Pos | Nº | Piloto             | Construtor           | Parte 1  | Parte 2  | Parte 3  | Grid |
| --- | -- | ------------------ | -------------------- | -------- | -------- | -------- | ---- |
| 1   | 5  | Sebastian Vettel   | Red Bull-Renault     | 1:38.324 | 1:38.015 | 1:37.587 | 1    |
| 2   | 6  | Mark Webber        | Red Bull-Renault     | 1:38.549 | 1:38.041 | 1:37.662 | 2    |
| 3   | 2  | Lewis Hamilton     | McLaren-Mercedes     | 1:38.697 | 1:38.158 | 1:37.969 | 3    |
| 4   | 8  | Fernando Alonso    | Ferrari              | 1:38.472 | 1:38.179 | 1:38.075 | 4    |
| 5   | 7  | Felipe Massa       | Ferrari              | 1:38.657 | 1:38.046 | 1:38.127 | 5    |
| 6   | 11 | Robert Kubica      | Renault              | 1:38.132 | 1:38.062 | 1:38.137 | 6    |
| 7   | 1  | Jenson Button      | McLaren-Mercedes     | 1:38.360 | 1:38.399 | 1:38.210 | 7    |
| 8   | 10 | Nico Hülkenberg    | Williams-Cosworth    | 1:38.843 | 1:38.523 | 1:38.428 | 8    |
| 9   | 9  | Rubens Barrichello | Williams-Cosworth    | 1:38.449 | 1:38.326 | 1:38.428 | 9    |
| 10  | 12 | Vitaly Petrov      | Renault              | 1:39.004 | 1:38.552 | 1:38.523 | 10   |
| 11  | 16 | Sébastien Buemi    | Toro Rosso-Ferrari   | 1:39.096 | 1:38.586 |          | 11   |
| 12  | 4  | Nico Rosberg       | Mercedes             | 1:38.752 | 1:38.627 |          | 12   |
| 13  | 14 | Adrian Sutil       | Force India-Mercedes | 1:39.021 | 1:38.851 |          | 13   |
| 14  | 15 | Vitantonio Liuzzi  | Force India-Mercedes | 1:38.969 | 1:38.884 |          | 14   |
| 15  | 3  | Michael Schumacher | Mercedes             | 1:38.994 | 1:39.234 |          | 15   |
| 16  | 22 | Pedro de la Rosa   | BMW Sauber-Ferrari   | 1:39.003 | 1:39.264 |          | 16   |
| 17  | 17 | Jaime Alguersuari  | Toro Rosso-Ferrari   | 1:39.128 | 1:39.458 |          | 17   |
| 18  | 23 | Kamui Kobayashi    | BMW Sauber-Ferrari   | 1:39.343 |          |          | 18   |
| 19  | 18 | Jarno Trulli       | Lotus-Cosworth       | 1:40.658 |          |          | 19   |
| 20  | 19 | Heikki Kovalainen  | Lotus-Cosworth       | 1:40.882 |          |          | 20   |
| 21  | 25 | Lucas di Grassi    | Virgin-Cosworth      | 1:42.086 |          |          | 21   |
| 22  | 24 | Timo Glock         | Virgin-Cosworth      | 1:42.140 |          |          | 22   |
| 23  | 20 | Karun Chandhok     | HRT-Cosworth         | 1:42.600 |          |          | 23   |
| 24  | 21 | Bruno Senna        | HRT-Cosworth         | 1:42.851 |          |          | 24   |

### Corrida
| Pos | Nº | Piloto             | Construtor           | Voltas | Tempo/Aban. | Grid | Pontos |
| --- | -- | ------------------ | -------------------- | ------ | ----------- | ---- | ------ |
| 1   | 5  | Sebastian Vettel   | Red Bull-Renault     | 57     | 1:40:29.571 | 1    | 25     |
| 2   | 2  | Lewis Hamilton     | McLaren-Mercedes     | 57     | +5.042      | 3    | 18     |
| 3   | 1  | Jenson Button      | McLaren-Mercedes     | 57     | +12.6581    | 7    | 15     |
| 4   | 9  | Rubens Barrichello | Williams-Cosworth    | 57     | +25.6271    | 9    | 12     |
| 5   | 11 | Robert Kubica      | Renault              | 57     | +27.1221    | 6    | 10     |
| 6   | 14 | Adrian Sutil       | Force India-Mercedes | 57     | +30.1681    | 13   | 8      |
| 7   | 23 | Kamui Kobayashi    | BMW Sauber-Ferrari   | 57     | +30.965     | 18   | 6      |
| 8   | 8  | Fernando Alonso    | Ferrari              | 57     | +32.809     | 4    | 4      |
| 9   | 16 | Sébastien Buemi    | Toro Rosso-Ferrari   | 57     | +36.2991    | 11   | 2      |
| 10  | 4  | Nico Rosberg       | Mercedes             | 57     | +44.382     | 12   | 1      |
| 11  | 7  | Felipe Massa       | Ferrari              | 57     | +46.621     | 5    |        |
| 12  | 22 | Pedro de la Rosa   | BMW Sauber-Ferrari   | 57     | +47.4141    | 16   |        |
| 13  | 17 | Jaime Alguersuari  | Toro Rosso-Ferrari   | 57     | +48.239     | 17   |        |
| 14  | 12 | Vitaly Petrov      | Renault              | 57     | +48.2871    | 10   |        |
| 15  | 3  | Michael Schumacher | Mercedes             | 57     | +48.826     | 15   |        |
| 16  | 15 | Vitantonio Liuzzi  | Force India-Mercedes | 57     | +49.8901    | 14   |        |
| 17  | 25 | Lucas di Grassi    | Virgin-Cosworth      | 56     | +1 volta    | 21   |        |
| 18  | 20 | Karun Chandhok     | HRT-Cosworth         | 55     | +2 voltas   | 23   |        |
| 19  | 24 | Timo Glock         | Virgin-Cosworth      | 55     | +2 voltas2  | 22   |        |
| 20  | 21 | Bruno Senna        | HRT-Cosworth         | 55     | +2 voltas   | 24   |        |
| 21  | 18 | Jarno Trulli       | Lotus-Cosworth       | 53     | +4 voltas   | 19   |        |
| Ret | 10 | Nico Hülkenberg    | Williams-Cosworth    | 49     | Escapamento | 8    |        |
| Ret | 19 | Heikki Kovalainen  | Lotus-Cosworth       | 8      | Colisão     | 20   |        |
| Ret | 6  | Mark Webber        | Red Bull-Renault     | 8      | Colisão     | 2    |        |

1.↑  — Button, Barrichello, Kubica, Sutil, Buemi, de la Rosa, Petrov e Liuzzi foram penalizados com cinco segundos por não respeitarem o safety car na pista.
2.↑  — Glock recebeu 20 segundos de punição por ignorar as bandeiras azuis.

## Tabela do campeonato após a corrida
Observe que somente as seis primeiras posições estão incluídas na tabela.
| Pos | Var     | Piloto           | Pontos |
| --- | ------- | ---------------- | ------ |
| 1   | Estável | Lewis Hamilton   | 127    |
| 2   | Estável | Jenson Button    | 121    |
| 3   | (2)     | Sebastian Vettel | 115    |
| 4   | (1)     | Mark Webber      | 103    |
| 5   | (1)     | Fernando Alonso  | 98     |
| 6   | (1)     | Robert Kubica    | 83     |

| Pos | Var     | Construtor           | Pontos |
| --- | ------- | -------------------- | ------ |
| 1   | Estável | McLaren-Mercedes     | 248    |
| 2   | Estável | Red Bull-Renault     | 235    |
| 3   | Estável | Ferrari              | 165    |
| 4   | Estável | Mercedes             | 109    |
| 5   | Estável | Renault              | 89     |
| 6   | Estável | Force India-Mercedes | 43     |